# Volvo Ocean 60

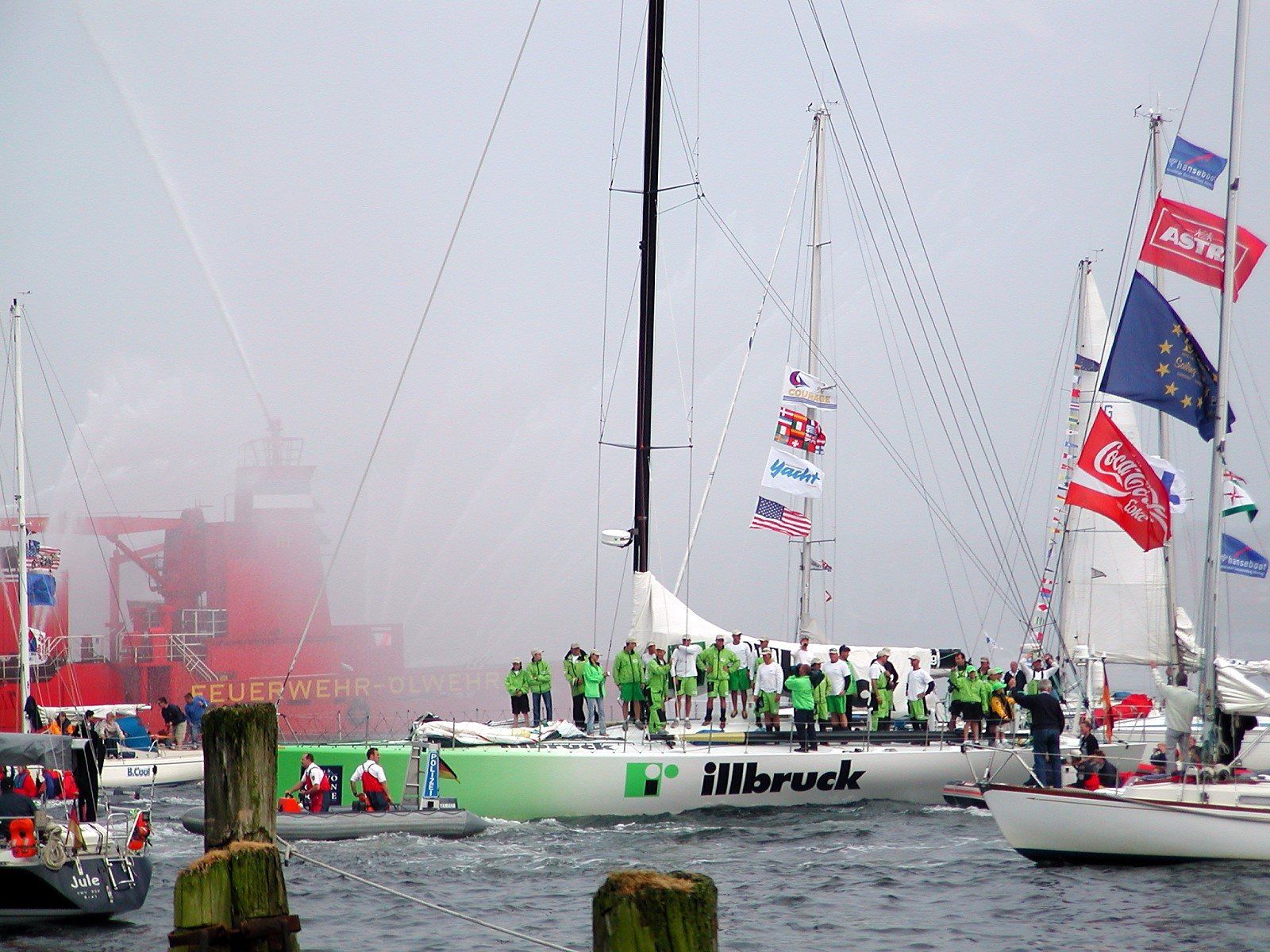
VO 60 Illbruck Challenge in Kiel beim Volvo Ocean Race 2001/02

Die Whitbread 60 (W60), später bekannt als Volvo Ocean 60 (VO60), war eine Bootsklasse von Hochsee-Rennyachten, die nach einer Box Rule (deutsch Boxregel) gebaut wurden, die die wichtigsten Designparameter der 10 kleineren Yachten festlegte, die erstmalig am Round the World Race 1993–1994 (heute: The Ocean Race) teilnahmen.
Diese Bootsklasse war so erfolgreich, dass beim nächsten Rennen nur 1997/98 nur Yachten der Whitbread 60 zugelassen wurden. Ihr Design wurde zum letzten Mal beim Volvo Ocean Race 2001/02 verwendet und danach durch den ausgeklügelten, nach einer neuen Boxregel gebauten Volvo Open 70 mit Kippkiel (englisch Canting-Keel) ersetzt.

## Klassen-Boxregel
Eine Klassen-Boxregel (englisch Measurement classes box rule) gibt eine maximale Gesamtgröße für die wichtigsten Designparameter der Yachten in der Klasse sowie Merkmale wie Stabilität vor. Konstrukteure und Teilnehmer in diesen Klassen können dann ihre eigenen Bootsentwürfe gestalten, solange sie die Boxregel (englisch Box Rule) nicht überschreiten. Es wird dann in den Regatten wie in einer Einheitsklasse kein Handicap angewendet und man segelt vergütungslos gegeneinander.
| Maßgröße          | Meter     | Fuß       |
| ----------------- | --------- | --------- |
| Gesamtlänge (LüA) | 19,50     | 64        |
| Breite            | 5,25      | 17        |
| Tiefgang          | 3,75      | 12        |
| Masthöhe          | 26,00     | 85        |
| Verdrängung       | 13.500 kg | 29.762 lb |

## Yachten

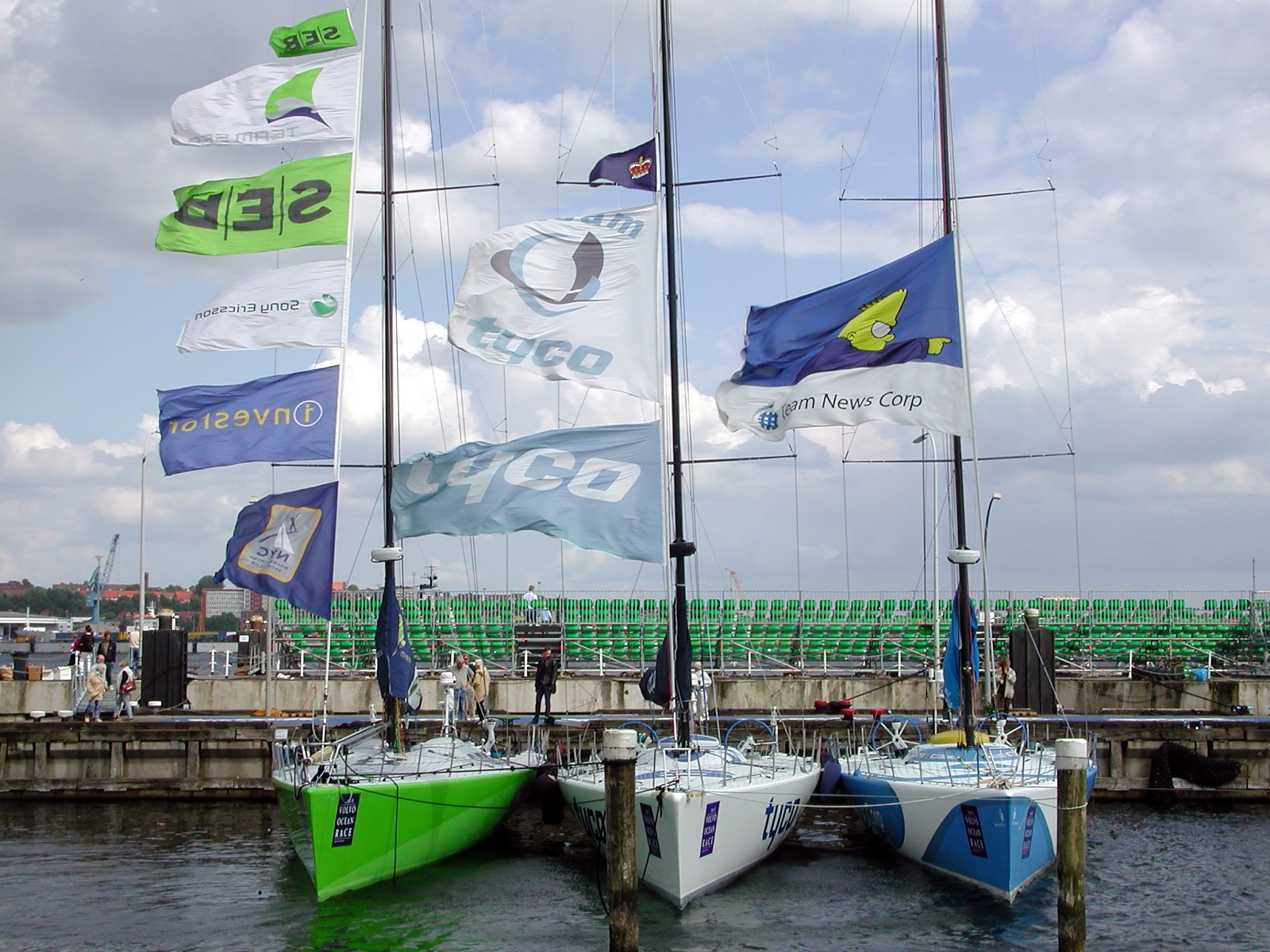
Team SEB, Team Tyco and News Corp in Kiel beim Volvo Ocean Race 2001/02

Für die drei Ausgaben der Regatta Whitbread Round the World Race 1993/94, Whitbread Round the World Race 1997/98 und Volvo Ocean Race 2001/02 wurden insgesamt 32 Yachten vom Typ Whitbread 60 beziehungsweise Volvo Ocean 60 gebaut. Von den 32 Yachten nahmen 28 an der Weltregatta teil, die restlichen vier Yachten dienten als Trainingsboote für Testzwecke. Bei zwei dieser Trainingsboote versuchten die Rennorganisatoren vergeblich den Bau zu verhindern.
| 1993–1994              | 1997–1998           | 2001–2002          |
| ---------------------- | ------------------- | ------------------ |
| Brooksfield            | America's Challenge | Amer Sports One    |
| Heineken               | Brunel Sunergy      | Amer Sports Too    |
| Hetman Sahaidachny     | Chessie Racing      | Assa Abloy (2)     |
| Galicia '93 Pescanova  | EF Education        | Djuice Dragons     |
| Intrum Justitia        | EF Education        | Illbruck Challenge |
| Reebok/Dolphin & Youth | Innovation Kvaerner | Team News Corp     |
| Tokio                  | Merit Cup (1)       | Team SEB           |
| Odessa                 | Silk Cut            | Team Tyco          |
| Winston                | Swedish Match       |                    |
| Yamaha                 | Toshiba             |                    |
| Trainingsyachten       |                     |                    |
| Tokio II               | Merit Cup (2)       | Assa Abloy (1)     |
|                        |                     | Djuice Dragons (1) |

## Yachtkonstrukteure
| Konstrukteur    | 1993–1994 | 1997–1998 | 2001–2002 | Summe |
| --------------- | --------- | --------- | --------- | ----- |
| Bruce Farr      | 7         | 8 (1)     | 6         | 22    |
| John Swarbrick  | (1)       |           |           | 1     |
| Bouvet-Petit    | 1         |           |           | 1     |
| Sidenko         | 1         |           |           | 1     |
| Humphreys       | 1         |           |           | 1     |
| Alan Andrews    |           | 1         |           | 1     |
| Judel/Vrolijk   |           | 1         |           | 1     |
| Laurie Davidson |           |           | 1 (1)     | 2     |
| German Frers    |           |           | 1         | 1     |
| Summe           | 10 (1)    | 10 (1)    | 8 (2)     | 32    |

## Vergleich zwischen Ocean 60 und Open 70
| Maßgröße              | Ocean 60 (VO60) | Open 70 (VO70) |
| --------------------- | --------------- | -------------- |
| Gesamtlänge (LüA)     | 19,50 m         | 21,50 m        |
| Breite                | 5,25 m          | 5,70 m         |
| Tiefgang              | 3,75 m          | 4,50 m         |
| Masthöhe              | 26,00 m         | 31,50 m        |
| Verdrängung           | 13.500 kg       | 14.000 kg      |
| Segelfläche, Upwind   | 200 m           | 296 m          |
| Segelfläche, Downwind | 417 m           | 695 m          |
| Wasser-Ballast        | 2.500 Ltr.      |                |
| Kiel                  | Festkiel        | Kippkiel       |